# بني السلامي (الرجم)

تعديل مصدري - تعديل

بني السلامي هي إحدى قرى عزلة بني الغسال بمديرية الرجم التابعة لمحافظة المحويت، بلغ تعداد سكانها 65 نسمة حسب تعداد اليمن لعام 2004.